# Comté de Carroll (Arkansas)
Pour les articles homonymes, voir Comté de Carroll.
Le comté de Carroll est un comté de l'État américain de l'Arkansas.  
Le comté de Carroll a été créé le 1er novembre 1833 et porte le nom de Charles Carroll de Carrollton, dernier survivant (mort en 1832) des personnalités ayant signé la Déclaration d'indépendance des États-Unis d'Amérique.
Au recensement de 2010, la population était de 27 446 habitants.

## Démographie
| 1840  | 1850  | 1860  | 1870  | 1880   | 1890   |
| ----- | ----- | ----- | ----- | ------ | ------ |
| 2 844 | 4 614 | 9 383 | 5 780 | 13 337 | 17 288 |

| 1900   | 1910   | 1920   | 1930   | 1940   | 1950   |
| ------ | ------ | ------ | ------ | ------ | ------ |
| 18 848 | 16 829 | 17 786 | 15 820 | 14 737 | 13 244 |

| 1960   | 1970   | 1980   | 1990   | 2000   | 2010   |
| ------ | ------ | ------ | ------ | ------ | ------ |
| 11 284 | 12 301 | 16 203 | 18 654 | 25 357 | 27 446 |

## Comtés adjacents
- Comté de Stone (Missouri)  (au Nord)
- Comté de Taney (Missouri)  (au Nord-Est)
- Comté de Boone  (à l'Est)
- Comté de Newton  (au Sud-Est)
- Comté de Madison  (au Sud)
- Comté de Benton  (à l'Ouest)
- Comté de Barry (Missouri)  (au Nord-Ouest)